# 守備妨害
守備妨害（しゅびぼうがい）とは、野球で、守備をしようとした野手をさえぎったり、阻んだり、混乱させたりする行為である。
守備妨害は、攻撃側プレイヤーによる妨害、審判員の妨害、その他の人の妨害に分けて考えられる。守備妨害が発生した場合には、原則としてボールデッドとなる。審判員はタイムを宣告してボールデッドにした上で守備妨害（インターフェア）を宣告し、必要な処置をとる。

## 攻撃側プレイヤーの妨害
攻撃側プレイヤーとは、打者、走者はもちろん、ベースコーチや次打者、ベンチにいる選手などが挙げられる。守備妨害が発生したとき、アウトにならずに塁上に残る走者は原則として、妨害が発生した時点ですでに占有していたと審判員が判断した塁まで戻される。ただし、打者走者がまだ一塁に達しないうちに発生した守備妨害の場合は、全ての走者は、投球当時に占有していた塁まで戻される。

### 打者の妨害
次の場合は打者の守備妨害であり、原則として打者はアウトになる。公認野球規則では次のような定めがある。

#### 捕手に対する妨害
公認野球規則（以下、「規則」）6.03(a)(3)では、打者が反則行為によりアウトになる場合の一つとして次のように定めている。
「打者がバッタースボックスの外に出るか、あるいはなんらかの動作によって、本塁での捕手のプレイ及び捕手の守備または送球を妨害した場合。
【例外】進塁しようとしていた走者がアウトになった場合、および得点しようとした走者が打者の妨害によってアウトの宣告を受けた場合は、打者はアウトにはならない。」
この「例外」は、守備妨害を含む一連のプレイで打者が重複してアウトを取られることを防ぐために設けられている。
この定義に関する具体例としては、次のような場合が考えられる。
- 打者が、バッタースボックスの外に出るなどの何らかの動作で、捕手の送球や本塁でのプレイを妨害した場合。
- 打者が、第3ストライクを宣告（三振）されたあと、捕手の送球や本塁でのプレイを妨害した場合。
  - 第3ストライクが宣告されただけ（いわゆる「振り逃げ」が可能）、もしくは四球が宣告され一塁に進むことができる打者走者が捕手を妨害した場合は、打者走者がアウトになる。
  - 第3ストライクが宣告されてアウトになった（「振り逃げ」ができない）打者が、他の走者の盗塁を阻止しようとしている、または本塁を守備しようとしている捕手を妨害した場合は、守備の対象となる走者にもアウトが宣告される。どの走者に対して守備が行われていたかが明らかでない場合は、本塁に最も近い走者がアウトになる。

ただし、特に走者が得点しようと本塁に向かってきている場合については、規則5.09(b)(8)で別に定めている。無死または一死で走者が得点しようとしたとき、打者が本塁における守備側のプレイを妨げた場合、守備の対象である得点しようとしている走者をアウトにする。二死であれば打者がアウトとなり、得点は記録されない。
- スクイズプレイのときなどで、走者が得点しようとしているときに打者が反則打球をした場合、日本では2005年までは規則7.08(g)[1] を適用して、無死または一死の場合は守備の対象である得点しようとしている三塁走者をアウトにしていたが、2006年にこの規則が改正され、反則打球の規則を適用して打者をアウトにし、走者は投球当時に占有していた塁に戻すこととされた。

また、特に悪質な場合として、併殺を阻止するために故意に守備を妨害した場合について、規則6.01(a)(7)に定めがある。打者走者が明らかに併殺を阻止しようとして、故意に打球を妨げたり、打球処理しようとしている野手を妨害したりした場合、守備妨害を宣告して打者走者をアウトにするのはもちろん、野手がどこで併殺を狙おうとしていたかに関係なく、本塁に最も近い走者もアウトにする。またこの場合は直ちにボールデッドとなり、他の走者の進塁は認められない。
ただし、次のようなときは守備妨害とならない場合もある。
- 空振りしたバットが、振った勢いや自然な動作で振り戻したときに捕手に触れて守備の妨げになった場合。このようなときは打者の守備妨害とはしないが、直ちにボールデッドとし、盗塁しようとしていた走者を投球当時の占有塁に帰らせる。打者にはストライクを宣告し、これが第3ストライクに当たるときは、打者をアウトにする。（規則【6.03(a)(3)(4)原注】）

#### 打撃後の打球に関する接触など
規則5.09(a)(8)では、打者がアウトになる場合の一つとして次のように定めている。
「打者が打つか、バントしたフェアの打球に、フェア地域内でバットが再び当たった場合。」
この具体例としては、原注などにより、以下の場合がある。
- 故意であったか否かに関わらず、バット全体がフェア地域に飛んで、プレイをしようとしている野手（例えば、打球を処理しようとしている、送球しようとしている、あるいは送球を受けようとしている野手）を妨害した場合。
  - 折れたバットの一部がフェア地域に飛んで、打球または走者や野手に当たった場合はボールインプレイのままである。ファウル地域で打球に当たったときはファウルボールである。
- 打者が打ったフェアの打球に、フェア地域で再びバットが触れてしまった場合は打者がアウトになる。
  - フェアの打球が転がってきて、打者が落としたバットにフェア地域内で触れた場合は、ボールインプレイである（即ち、バットの方から打球に触れた場合は打者はアウトだが、打球の方からバットに触れたのであればアウトではない）。ただし、打球の進路を変えようと打者が意図的にバットを置いたのでないと審判員が認めた場合に限る。

さらに規則5.09(a)(9)には、やはり打者がアウトになる場合の一つとして
「打者が、打つか、バントした後、一塁に走るにあたって、まだファウルと決まらないままファウル地域を動いている打球の進路を、どんな方法であろうとも故意に狂わせた場合。」
とある。一塁側ファウルラインのすぐ傍を転がる打球に触れてしまった場合、それが故意に行ったのであれば守備妨害とするが、故意でない場合はファウルボールのままとする。

#### 一塁手への妨害
規則5.09(a)(11)では、打者がアウトになる場合の一つとして次のように定めている。
「一塁に対する守備が行なわれているとき、本塁一塁間の後半を走るに際して、打者がスリーフットラインの外側（向かって右側）またはファウルラインの内側（向かって左側）を走って、一塁への送球を捕らえようとする野手の動作を妨げたと審判員が認めた場合。」
ただし、打球を処理している野手を避けるために、スリーフットラインの外側（向かって右側）またはファウルラインの内側（向かって左側）を走ることはさしつかえない。
なお、スリーフットラインとファウルラインとの間の区間をスリーフットレーンと呼ぶ。
例えば、打者が捕手の前にゴロを打って一塁に向かって走っているとき、打球を処理した捕手が一塁へ送球したところ打者の背中に当たってしまったという場合、打者がスリーフットレーンの中を走っていたのであればボールインプレイのままとするが、スリーフットレーンの外を走っていたのであれば守備妨害とする。

### 走者の妨害
次のような場合は走者の守備妨害であり、原則としてその走者はアウトになる。
- （打者または走者が）まだファウルと決まらないままファウル地域を動いている打球の進路を、どんな方法であろうとも、故意に狂わせた場合。（規則6.01(a)(2)）
- 走者が打球を処理しようとしている野手を避けなかったか、あるいは送球を故意に妨げた場合。（規則5.09(b)(3)、6.01(a)(10)）
- 走者が、フェアボールにフェア地域で触れた場合。（規則5.09(b)(7)、6.01(a)(11)）
  - ただし、以下の場合には、走者はフェアボールにフェア地域で触れたという理由でアウトは宣告されない（規則6.01(a)(11)）。もちろん、このようなフェアボールであっても故意に蹴ったりした場合は守備妨害でアウトが宣告される。また、一度内野手に触れた打球を守備しようとしている他の野手を走者が妨害した場合は、規則5.09(b)(3)の適用で、この走者がアウトになる場合もある。（規則5.09(b)(7)【注1】）
    1. 一度でも内野手が触れたフェアボールに触れた場合
    2. インフィールドフライが宣告された後に、塁についている走者に飛球が触れた場合
- 走者が明らかに併殺を阻止しようとして、故意に打球を妨げたり、打球処理しようとしている野手を妨げたりした場合。この場合、走者がアウトになるのはもちろん、野手がどこで併殺を狙おうとしていたかに関係なく、打者走者もアウトになり、他の走者には進塁が認められない。（規則6.01(a)(6)）

### その他、攻撃側プレイヤーの妨害
- アウトになったばかりの打者または走者、あるいは得点したばかりの走者が、味方の走者に対する野手の次の行動を妨害した場合。代表例は、アウトになった走者が併殺を狙う二塁手や遊撃手をスライディングで故意に転ばせる行為や、本塁に達して得点した（または得点しようとしてアウトになった）走者が捕手の次の行動を妨げようと、故意に接触するような行為。……守備の対象であった走者がアウトになる。なお、複数の走者がいて、どの走者に対して守備が行われていたかが判定しにくいときは、最も本塁に近い走者をアウトにする。（規則6.01(a)(5)）
- 攻撃側プレイヤーが、走者が向かってくる塁に接近して立ったり、密集したりして、守備を困難にした場合。……守備の対象であった走者がアウトになる。（規則6.01(a)(4)）
- 三塁または一塁のベースコーチが、帰塁しようとする走者を支えたり、離塁しようとする走者に触れたりして、走塁を肉体的に援助した場合。……援助を受けた走者がアウトになる。（→肉体的援助）（規則6.01(a)(8)）
- 走者三塁のとき、ベースコーチがコーチスボックスを出て、何らかの動作で野手の送球を誘致した場合。……三塁走者がアウトになる。（規則6.01(a)(9)）
- 走者を除く攻撃側プレイヤー（次打者やベースコーチ、ベンチにいる選手も含む）が、打球や送球を処理しようとしている野手のために場所を譲らなかったために、野手の守備を妨害した場合。……その守備の対象であった打者または走者がアウトになる。（規則6.01(b)）

## 審判員の妨害
- 球審が捕手の送球を妨害した場合。……各走者は、投球当時の占有塁に戻る。（規則5.06(c)(2)）
  - 妨害があっても捕手が送球でき、その送球で走者がアウトになった場合は、妨害がなかったものとする。送球の結果ランダウンプレイ（挟殺プレイ）になった場合は、球審は直ちにタイムを宣告する。
- 審判員が、まだ野手に触れていないフェアボールにフェア地域で触れた場合、あるいは投手を除く内野手の股間や横を通過していないフェアボールに触れた場合。……打者は走者となって一塁が与えられる。その結果、塁を明け渡さなければならなくなった走者は進塁する。（規則5.06(c)(6)）
  - 審判員に打球が触れた際にプレイが成り行きのまま継続する喩えとして、しばしば「審判員は石ころと同じ」と表現される。しかしながら、単純にそのような表現をすると誤解を招きやすい。以下のように「石ころと同じ」と見做してよい場合もあるが、上記のように打者に一塁が与えられる場合もあるからである。
    1. まだ野手に触れていない打球にファウル地域で触れた場合。（ファウルボール）
    2. 一度でも野手が触れたか、投手を除く内野手の股間や横を通過して守備の機会があったフェアボールに触れた場合。（ボールインプレイ）

## その他の人の妨害
- グラウンド内にいる警備員やカメラマン、バットボーイやボールボーイなどがフェアボールに触れた場合。……その行為が故意でなかった場合（避けようとしたが避け切れなかった、など）はボールインプレイのままとする。対して、故意であった場合は直ちにボールデッドとして、審判員は、その行為がなかったら競技はどうなったかを判断して、ボールデッド後の処置を決める。（規則6.01(d)）
  - なお、ボールを拾い上げたり、蹴ったり、押し戻したりした場合は、その意志に関係なく故意と見做される。（同【原注】）
- 打球や送球に対して観衆が妨害した場合。……審判員は、その行為がなかったら競技はどうなったかを判断して、ボールデッド後の処置を決める。飛球を捕らえようとする野手を明らかに観衆が妨害した場合には、打者にアウトを宣告する。（規則6.01(e)および同【規則説明】）
  - フェンスによじ登るなどして、スタンドへ入りそうな打球を捕球しようとしている野手が観衆に妨害された場合、野手は危険を承知でプレイしているのであるから、守備妨害とはしない。対して、観衆の方からグラウンドに入ってきたり、グラウンドのほうに身を乗り出したりして捕球を邪魔したときは、守備妨害とする。

## 事例

### 攻撃側チームの妨害

#### 打者の守備妨害
2007年6月8日、阪神タイガース対オリックス・バファローズ（阪神甲子園球場）
8回裏（阪神の攻撃）、無死一塁で、阪神の鳥谷敬のバントによる右方向への小フライを捕球しようとしたオリックスの日高剛捕手が鳥谷の脚につまずいて転倒した。この転倒で捕球ができなかったと判断した谷博球審は、鳥谷の守備妨害を認めアウトを宣告した。このとき鳥谷は、バント後に位置をまったく変えておらずバッタースボックスの中で静止していた。そのため、阪神の岡田彰布監督は、鳥谷が守備を妨害しようとしてバッタースボックスの外に出たり、何らかの動作をしたりはしていないから、規則6.06(c) の規定にある、「打者がバッタースボックスの外に出るか、あるいはなんらかの動作によって、本塁での捕手のプレイ及び捕手の守備または送球を妨害した場合」に該当していないと主張したとされる。一方、規則7.11 には「攻撃側のチームのプレイヤー、ベースコーチまたはその他のメンバーは、打球あるいは送球を処理しようとしている野手の守備を妨げないように、必要に応じて自己の占めている場所（中略）を譲らなければならない。」とあり、これに反した場合は守備行為の対象となるプレイヤー（この場合は打者の鳥谷自身）がアウトになる。谷はこれを適用して鳥谷をアウトにしたとも考えられる。岡田の抗議と谷の説明は平行線をたどり、岡田が谷の体を突く行為を行ったため谷は岡田に退場処分を課し、判定はそのままで試合は再開された。
2014年4月4日、オリックス対埼玉西武ライオンズ（京セラドーム大阪）
4回裏（オリックスの攻撃）、無死一塁で、オリックスの安達了一が投球をバントした。打球を処理しようとした西武の炭谷銀仁朗捕手と一塁に走ろうとした安達が交錯したが、炭谷はそのまま打球を拾って二塁に送球、さらにボールは一塁に転送された。本来ならばこれで一塁走者と打者走者との併殺が成立するが、このケースでは交錯の瞬間に球審が守備妨害を宣告しており、これが優先されて打者はアウト、走者は一塁に戻されて試合再開となった。結果的に、守備妨害をしたことが攻撃側に利することとなった。
2014年7月23日、オリックス対北海道日本ハムファイターズ（京セラドーム大阪）
9回表（日本ハムの攻撃）、一死一塁で西川遥輝が三振（振り逃げができない状況のためこの時点で西川はアウト）した際、一塁走者の谷口雄也が盗塁を試みていた。オリックスの伊藤光捕手が二塁に送球したところ、伊藤の送球が西川の振り上げていたバットに直撃して跳ね返り、本塁上に落下した。既にアウトになった打者が、味方の走者に対する捕手の送球を妨害したとして守備妨害が宣告され、守備の対象（盗塁を試みた谷口）も併せてアウトになって試合が終了した（1対0でオリックスの勝利）。
2014年10月30日、福岡ソフトバンクホークス対阪神（日本シリーズ第5戦、福岡 ヤフオク!ドーム）
9回表（阪神の攻撃）、一死満塁で打者の西岡剛は一塁手の前にゴロを打った。打球を処理したソフトバンクの明石健志一塁手が本塁に送球し（三塁走者がフォースアウト）、これを受けた捕手の細川亨は続いて併殺を完成させるべく一塁に送球するが、細川の送球は打者走者の西岡に触れてファウル地域に転がった。この間に二塁走者の田上健一が本塁に達したが、西岡は打撃後の走塁の際にファウルラインの内側を走っており、白井一行球審は西岡の走塁が一塁手の守備を妨げたとして西岡に守備妨害によるアウトを宣告した。田上の得点は認められないためこのアウトによって試合終了となり、1-0でソフトバンクの勝利が宣せられた。そしてこれが同シリーズにおけるソフトバンクの4勝目となったため、ソフトバンクの日本シリーズ優勝が決定した。なお、守備妨害による試合終了は日本シリーズ通算388試合目にして史上初の珍事であった。
2022年7月23日、阪神対横浜DeNAベイスターズ（阪神甲子園球場）
7回表（DeNAの攻撃）、一死一塁で嶺井博希の打席において一塁走者の大和が盗塁を試みていた。阪神の梅野隆太郎捕手が二塁へ送球した際に、嶺井の空振りしたバットが梅野の手に当たった。味方の走者に対する捕手の送球を妨害したとして守備妨害が宣告され嶺井はアウト、大和の盗塁は認められず二死一塁からの再開となった。

#### 走者の守備妨害
1976年5月20日、広島東洋カープ対阪神
2回裏（広島の攻撃）、無死満塁で打者の外木場義郎は二塁手の方向へゴロの打球を打った。阪神の榊原良行二塁手がこれを捕って二塁へ送球しようとしたとき、一塁走者の水沼四郎がぶつかった。妨害発生のとき三塁走者は本塁に達していたが、二塁走者は三塁に達していなかった。審判団は水沼に守備妨害でアウトを宣告したが、塁上の走者に対して妨害発生時点に達していた塁までの進塁を認め、得点1、一死一・二塁で再開とした。しかし、この事例は打者走者がまだ一塁に達する前の妨害であったから、本来なら打者走者に一塁を認め、それ以外の走者は進塁できないことになる。得点を認めず、一死満塁からの再開とするべきであった。
2014年7月4日、読売ジャイアンツ（巨人）対中日ドラゴンズ（東京ドーム）
8回表（中日の攻撃）、一死一・二塁から、藤井淳志の打球が巨人の久保裕也投手のグラブを弾いて二塁手の方向に跳ね、これを片岡治大二塁手が処理しようとしたところ、直前で一塁走者の和田一浩に触れ、打球を処理できなかった。二塁塁審の佐々木昌信は、「片岡が打球を処理しようとしており、守備機会があった。一塁走者の和田がその守備を妨害した」と判断した。つまり、規則7.08(f)【注1】 にある「一度内野手に触れた打球を守備しようとしている他の野手を走者が妨害した場合」にあたり、同7.08(b) を適用しての守備妨害である。和田にアウトが宣告され、三塁に進んだ二塁走者は二塁に戻されて、二死一・二塁で試合は再開された。
2015年7月12日、東京ヤクルトスワローズ対横浜DeNA（明治神宮野球場）
9回裏（ヤクルトの攻撃）、無死一塁で一塁走者の武内晋一は中村悠平の一塁ゴロの際に既にフォースアウトとなっていたが、併殺を逃れようとしてDeNAの倉本寿彦遊撃手に向けてスライディングし、交錯する。この行為は守備妨害と判定され、打者の中村もアウトになった（このような形で併殺が成立した場合は、打者には併殺打は記録されない）。武内はこの判定に不服の態度を表し、グラウンドにヘルメットを投げつけたことが審判員への侮辱行為と見做されて退場処分を課された。
2022年9月28日、北海道日本ハム対千葉ロッテマリーンズ（札幌ドーム）
5回裏（日本ハムの攻撃）、一死一・二塁から、近藤健介が放った打球が二塁手を抜け、右翼方向へ転がり、二塁走者の中島卓也が二塁から本塁へ生還し、更に一塁走者の五十幡亮汰も三塁へ進塁し、一死一・三塁となった。だが、審判団が協議し、近藤の放った打球が五十幡の足に触れたことで、五十幡は二塁手の守備を妨害したと認められアウトとなった。二塁走者である中島の進塁も認められずに二塁に戻され、近藤には安打が記録されたが二死一・二塁でゲームが再開された。なお、この試合は札幌ドームの本拠地球場としてのプロ野球公式戦最終戦であった。

#### ベースコーチの守備妨害
2015年5月8日、千葉ロッテマリーンズ対西武（QVCマリンフィールド）
6回表（西武の攻撃）、一死二・三塁の場面で栗山巧は三塁方向への飛球を打ったが、その飛球を追ったロッテの今江敏晃三塁手と西武の奈良原浩三塁ベースコーチが交錯し、今江はグラブを弾かれて捕球できなかった。この一連のプレイが奈良原による守備妨害と判定され、栗山にアウトが宣告された。

#### ベンチ入り選手の妨害
2024年6月9日、オークランド・アスレチックス対トロント・ブルージェイズ（オークランド・アラメダ・カウンティ・コロシアム）
10回表（ブルージェイズの攻撃）、一死二塁の場面でデービス・シュナイダーが一塁方向へ飛球を打った際、ファールグラウンドで捕球しようとしたタイラー・ソーダーストロム一塁手と、打球を避けようと一塁ベンチを飛び出したブルージェイズベンチ入り選手の菊池雄星が接触し転倒。捕球できなかったことから守備妨害と判定され、シュナイダーにアウトが宣告された。なお同球場はMLB30球団の本拠地球場のうち、唯一ベンチ前に柵がない構造となっていた。

### その他の人の妨害

#### 審判員の妨害
2008年8月3日、日大鶴ヶ丘高校対鹿児島実業高校（第90回全国高等学校野球選手権記念大会1回戦）
3回表（日大鶴ヶ丘高校の攻撃）、無死一塁で打者が三振した際に一塁走者が盗塁を試みた（実際はヒットエンドランを試みて、打者が空振りしたもの）。捕手が二塁に送球した際、右ひじが球審のマスクに接触し、送球がやや逸れた。二塁塁審はセーフの判定をしていたが、規則5.09(b) により球審が捕手の送球動作を妨害したとしてボールデッドとなり、走者が戻されて一死一塁としてプレイが再開された。
2015年6月2日、DeNA対ソフトバンク（横浜スタジアム）
7回表（ソフトバンクの攻撃）、二死満塁で柳田悠岐の打球は二遊間を抜け、外野手の前に転がった。その間に三塁走者と二塁走者が相次いで本塁に達したが、実際には打球は二塁塁審の渡田均に触れていた。渡田に触れた時点でボールデッドとなり、柳田には一塁が与えられるため、三塁走者の得点のみが認められた。
2020年10月27日、オリックス対日本ハム（京セラドーム大阪）
5回裏（オリックスの攻撃）、二死一・二塁で二塁走者の安達了一が三盗を狙い、日本ハムの清水優心捕手がこれを阻止しようとして三塁への送球動作に入るが、その右腕が山村裕也球審のマスク付近に触れたためにボールを落としてしまった。山村はただちにプレーを止めて安達を二塁に戻し、「捕手が私に接触して送球できなかったので、走者を戻します」と場内アナウンスで説明した。

#### ボールボーイの妨害
2007年4月17日、巨人対広島（スカイマークスタジアム）
6回表（広島の攻撃）、前田智徳の打球は右翼線へ飛んだ。一塁塁審はフェアボールと判定したが、この打球を一塁側ブルペン前にいたボールボーイがファウルボールと勘違いし拾い上げてしまった。審判団の協議の結果、二塁打と判定し、二死二・三塁で試合再開とした。このとき広島のマーティ・レオ・ブラウン監督は「フェアの打球を捕るならボールボーイを外せ」と球審に抗議し、試合は4分間中断した。

#### 観衆の妨害
1995年6月20日、横浜対阪神（横浜スタジアム）
9回表（阪神の攻撃）。先頭打者の新庄剛志が横浜の佐々木主浩投手から打った打球は、左翼スタンドに届きそうな大飛球となったが、阪神ファンがフェンス際で振っていた応援旗に当たってしまい、フィールド内に落下した。打球を見送りかけていた宮里太左翼手は、慌ててボールを拾って送球したが、新庄は三塁まで到達した。審判団は協議の結果、観衆による守備妨害があったと認め、打球を二塁打と判定。新庄は二塁に戻されて試合が再開された。阪神の中村勝広監督は、妨害がなければスタンドに入っていたはずだと抗議したが、認められなかった。
2016年6月14日、巨人対楽天（東京ドーム）
7回表（楽天の攻撃）、打者のオコエ瑠偉は右翼側ファウル地域にフライを打ち上げた。巨人の長野久義右翼手が捕球体勢に入ったところ、グラブを手にした観客が観客席から身を乗り出して打球を捕球し、勢い余ってフィールド内に転落した。一塁塁審笠原昌春は観衆による守備妨害があり妨害がなければ長野が捕球できていたと認め、オコエはアウトを宣告された。
2019年7月22日、シアトル・マリナーズ対テキサス・レンジャーズ（T-モバイル・パーク）
1回表（レンジャーズの攻撃）、打者のハンター・ペンスは三塁側ファウル地域にフライを打ち上げた。マリナーズのカイル・シーガー三塁手は、飛球を追って三塁側スタンドのフェンス際まで走り、フェンス上方にグラブを伸ばして捕球しようとした。このとき、グラブを手にした観客が立ち上がり、シーガーのグラブの上で飛球を捕った。三塁塁審は、「スタンドへ入りそうな打球を捕球しようとしている野手が観衆に妨害された場合、野手は危険を承知でプレイしている」ので、打球はスタンドに入ったもの（ファウルボール）とし、観衆による守備妨害としない（セーフのシグナル：ナッシング）と判定した。
2021年5月1日、楽天対ロッテ（楽天生命パーク宮城）
4回裏（楽天の攻撃）、打者の小深田大翔は左翼側ファウル地域にフライを打ち上げた。ロッテの角中勝也左翼手が飛球を追って捕球体勢に入ったところ、観客が身を乗り出して打球を捕球しようとし、それにより、角中は落球した。審判は協議の結果、観衆による守備妨害があり妨害がなければ角中が捕球できていたと認め、小深田はアウトを宣告された。
2022年6月26日、楽天対西武（楽天生命パーク宮城）
6回裏（楽天の攻撃）、打者の茂木栄五郎は左翼側ファウル地域にフライを打ち上げた。西武のブライアン・オグレディ左翼手が飛球を追って捕球体勢に入ったところ、観客が腕をフィールド内に出してオグレディのグラブの前で打球を捕球。三塁塁審栁田昌夫は観衆による守備妨害を直ちに認め、妨害がなければオグレディが捕球できていたとして茂木はアウトを宣告された。